# Alfred Budner
Alfred Budner (Tomaszew; 30 de Agosto de 1950 —) é um político da Polónia. Ele foi eleito para a Sejm em 25 de Setembro de 2005 com 16075 votos em 37 no distrito de Konin, candidato pelas listas do partido Samoobrona Rzeczpospolitej Polskiej. Foi membro da Sejm 2001-2005.

## Vida
Recebeu o ensino secundário profissional, em 1970 formou-se na Escola Técnica Estadual de Criação de Kościelec. Ele é um técnico veterinário. Ele administra uma fazenda de 156 hectares. Na década de 1980, foi presidente do Clube Nacional dos Produtores de Leite. Ele também foi o vice-presidente da União Central das Cooperativas de Laticínios.
De 1976 a 1989 ele pertenceu ao Partido do Povo Unido. Nos anos de 1976 a 1982, ele foi conselheiro do Conselho Nacional Municipal. Em 1997.  Ele era o vice-presidente do conselho da união provincial. Em 1997, juntou-se ao ZZR "Samoobrona", e depois também ao partido Samoobrony RP Na década de 1990, ele foi o organizador de protestos agrícolas nos arredores de Konin.
Em 2001 e 2005, foi eleito deputado do distrito de Konin da lista de Autodefesa da República da Polónia (recebeu sucessivamente: 8 811 e 16 075 votos). Ele fez parte da Comissão de Saúde, da Comissão de Agricultura e Desenvolvimento Rural, da Comissão de Proteção Ambiental, Recursos Naturais e Florestas e da Comissão de Governo Local e Política Regional. Ele também presidiu a subcomissão extraordinária para a transferência gratuita de carne dos estoques da Agência para o Mercado Agrícola. Ele também gerenciou a Equipe Parlamentar de Caçadores e Simpatizantes de Caça.
Nas eleições de novembro de 2006, concorreu sem sucesso ao cargo de prefeito de Konin. Ele recebeu 2,56% dos votos, ficando em último lugar entre cinco candidatos. De maio a dezembro de 2006 foi assessor do Ministro da Agricultura Andrzej Lepper. Em dezembro de 2006, ele deixou a bancada parlamentar e o partido. Em julho de 2007, ele co-fundou Samoobrona-Rebirth.
Nas primeiras eleições parlamentares de 2007, ele concorreu sem sucesso à reeleição como candidato não partidário do 16º lugar na lista de Lei e Justiça (recebeu 6 736 votos). Nas eleições parlamentares de 2011, ele novamente concorreu sem sucesso da lista do partido para o Sejm (ele recebeu 3 546 votos), e nas eleições do governo local em 2014 para o Conselho do Condado de Konin.